# Frederick A. Chapman

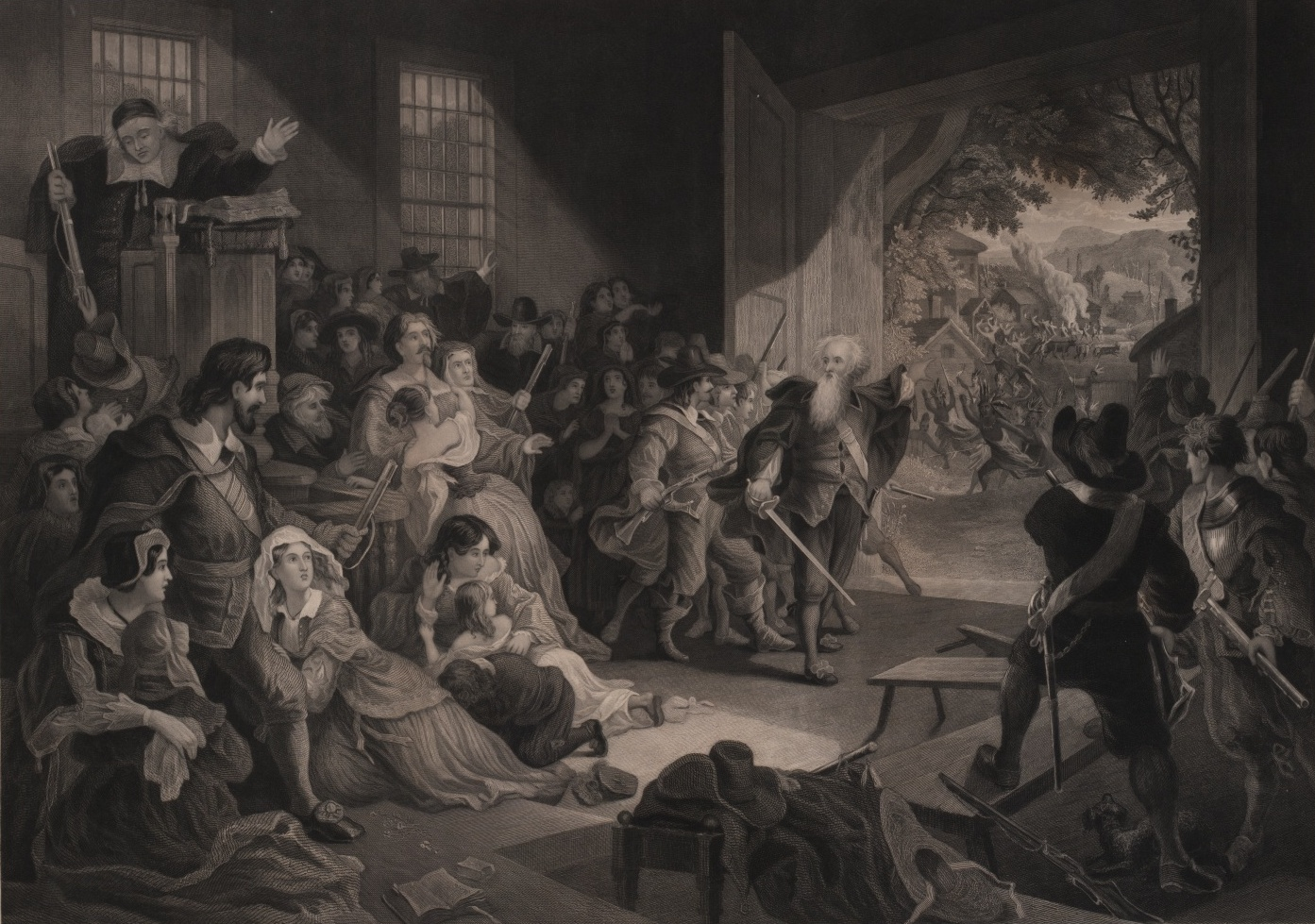
The Perils of our Forefathers. Stich von John C. McRae nach einer Vorlage von Chapman (nach 1850)

Frederick Augustus Chapman (oft auch Frederic geschrieben; geboren am 18. April 1818 in Old Saybrook, Connecticut; gestorben am 26. Januar 1891 in Brooklyn, New York) war ein amerikanischer Maler.

## Leben und Werk
Chapman versuchte sich zunächst als Kaufmann in Boston. Um 1850 zog er nach New York, um bei Samuel F. B. Morse Malerei zu lernen. Im selben Jahr noch stellte er bereits Werke in der Galerie der American Art-Union aus. Von 1859 bis 1861 war er erster Präsident der Brooklyn Art Association.
Sein Werk stellt sich in der Motivwahl sehr vielfältig dar. Es umfasst Porträts, aber auch Landschafts- und Historiengemälde, am bekanntesten war seinerzeit wohl Washington’s Headquarters at Newburgh, New York (1865), das sich heute im Union Club of the City of New York befindet. Mehrere seiner Ölgemälde stellen Szenen aus dem Amerikanischen Bürgerkrieg dar (The Battle of Chancellorsville), andere solche aus der Erschließung des amerikanischen Westens (Indians Before a Teepee 1868). Mehrere seiner Bilder wurden auch als Stiche vertrieben, so The Perils of our Forefathers und Raising the Liberty Pole, einige auch als farbige Wandbilddrucke (Chromolithografien), so The Receding Race und The Discovery of the Hudson. Außerdem schuf er einige Entwürfe für Glasmalereien in der Holy Trinity Church in Brooklyn. Im Alter verlegte er sich zunehmend auf Buchillustrationen.